# Nagroda Dizengoffa
Nagroda Dizengoffa /hebr:פרס דיזנגוף, ang. Dizengoff Prize for Painting and Sculpture/ - izraelska prestiżowa nagroda artystyczna przyznawana corocznie od 1937 przez radę miasta Tel-Awiw w dziedzinie malarstwa i rzeźby. Została ustanowiona rok po śmierci pierwszego burmistrza miasta Tel Awiw-Jafa Meira Dizengoffa.

## Laureaci
| Rok       | Malarstwo | Rzeźba                                                 |
| --------- | --- | ------------------------------------------------------ |
| 1937      | Aharon Awni, Moshe Mokady, Arie Fein, Shimshon Holzman, Chaim Gliksberg                                                    |                                                        |
| 1938      | Alef Kahana, Nachum Gutman, David Hendel, Menachem Shemi, Meron Sima, Shmuel Ovadia, Arieh Allweil, Icchak Frenkel         | Trude Chaim                                            |
| 1939      | Pinchas Litvinovsky, Yishai Kulbiansky, Arie Navon                                                                         |                                                        |
| 1940      | Arie Orland, Miron Sima, Mordechai Levanon                                                                                 | Willy Levin                                            |
| 1941      | Moshe Castel, Chaim Schwarz, Awigdor Stemacki, Arie Aroch, Amiram Tamari                                                   |                                                        |
| 1942      | Moshe Mokady, Joseph Zaritsky, Menachem Shemi                                                                              |                                                        |
| 1943      | Yisrael Paldi | Moshe Sternschuss                                      |
| 1944      | Yechezkel Streichman, Arie Fein, Joseph Kossonogi                                                                          | Batya Lishanski                                        |
| 1945-1946 | Robert Bazer, Marcel Janco, Eliahu Sygard, Yohanan Simon, Moshe Castel, David Hendler, Esther Lurie                        | Yitzhak Danziger, Dov Feigin                           |
| 1947-1948 | Aharon Awni, Aliza Bak, Icchak Frenkel, Yaakov Aizensher, Yechiel Krize, Chaya Schwartz, Peretz Rozenfeld, Zvi Schorr      | Aharon Priwer, Moshe Ziffer, Michael Karre             |
| 1950-1951 | Marcel Janco, Moshe Mokady, Zvi Meirovitz, Menachem Shemi, Leon Isaacov, Yochanan Ben-Yaakov, Blanca Tauber, Moshe Proppes | Elul Kosso, Shoshana Heiman, Rudi Lehmann, Arie Resnik |
| 1953      | Shalom Sabba, Aharon Kahana, Yohanan Simon, Isidor Ascheim, Aviva Uri                                                      | Ze’ew Ben-Cewi                                         |
| 1954      | Aharon Giladi, Yechezkel Streichman, Joseph Kossonogi                                                                      | Yechiel Shemi                                          |
| 1956      | Nachum Gutman, Chaim Glicksberg, Yosl Bergner, Awigdor Stemacki                                                            | Moshe Sternschuss                                      |
| 1957      | Arieh Lubin, Leo Kahn, Naftali Bezem                                                                                       | Batya Lishanski                                        |
| 1958      | Ephraim Lifshits, Mina Zisslman                                                                                            | Mordechai Pitkin                                       |
| 1959      | Israel Paldi, Shraga Weil                                                                                                  | Zahara Schatz                                          |
| 1960      | Jean David, Elchanan Halperen, Chaya Schwartz                                                                              | Aharon Priwer                                          |
| 1961      | Yohanan Simon, Mordechai Levanon, Zvi Meirovitz, Mordechaj Arieli                                                          |                                                        |
| 1962      | Yaakov Tesler, Yosef Halevi, Sima Slonim                                                                                   |                                                        |
| 1963      | David Meshullam | Zvi Aldouby                                            |
| 1964      | Gershon Davidovitch, Yechezkel Kimchi, Reuven Rubin (nagroda honorowa)                                                     |                                                        |
| 1965      | John Byle | Buky Schwartz                                          |
| 1966      | Tzila Naman, Kalman Hak | Rudi Lehmann, Pinchas Eshet                            |
| 1967      | Pinchas Abramovitz, Michael Gross                                                                                          | Shoshana Heiman                                        |
| 1969      | Yechezkel Streichman, Kalman Hak                                                                                           | Robert Bazer                                           |
| 1976      | Osias Hofstatter, Hava Mehutan, Oded Feingersh                                                                             | Yaakov Loutchansky (nagroda honorowa)                  |
| 1978      | Eliahu Gat, Raffi Lavie |                                                        |
| 1982      | Avigdor Luisada, Lea Nikel                                                                                                 |                                                        |
| 1985      | Uri Lifschitz | Yigal Tumarkin                                         |
| 1990      | Shlomo Vitkin | Menasze Kadiszman                                      |
| 1997      | Michal Na'aman, Jan Rauchwerger                                                                                            |                                                        |
| 2001      | Michail Grobman, Drora Domini, Gil Shani                                                                                   |                                                        |
| 2005      | Pinchas Cohen Gan, Eli Petel                                                                                               |                                                        |
| 2009      | David Reeb |                                                        |
| 2011      | Arie Ben-Ron | Nahum Tevet                                            |
| 2013      | Joshua Borkovsky, Simcha Shirman (photography)                                                                             |                                                        |